# Spiel der Götter – Als Buddha den Fußball entdeckte
Spiel der Götter – Als Buddha den Fußball entdeckte (tibetisch Phörpa; englisch The Cup) ist ein Spielfilm des bhutanischen Mönchs und Regisseurs Khyentse Norbu. Er entstand 1999, basierend auf einer kuriosen, aber wahren Geschichte. Der Film war der erste, der vom Königreich Bhutan produziert worden ist. Die Inszenierung wurde in Bir (Indien) gedreht.

## Handlung
Die Geschichte spielt im Sommer 1998 in einem buddhistischen Kloster in Nordindien, zum Zeitpunkt, da in Frankreich die Fußball-Weltmeisterschaft 1998 ausgetragen wird. Während wieder einmal zwei junge Männer (Onkel und Neffe) aus Tibet geflohen sind und das Kloster erreichen, um dort zu lernen und Mönche zu werden, steckt der vorwitzige Orgyen die ganze Mönchsgemeinschaft mit seinem Fußballfieber an. Sein Zimmer hat er mit Fußballbildern dekoriert und unter seiner Kutte trägt er ein improvisiertes Trikot von Ronaldo. Da es ihm und seinen Freunden verboten wird, nachts aus dem Kloster zu schleichen, um die Spiele im Dorf zu verfolgen, muss sich Orgyen was einfallen lassen. Nachdem er den alten und melancholischen Abt, dem Fußball als Kampf zweier Länder um einen Ball erklärt wird, überzeugen konnte, sammelt er Geld für die Miete eines Fernsehgeräts. Als er die Uhr, den einzigen Besitz eines der Neuankömmlinge aus Tibet, dem indischen Verleiher als Pfand abgibt, beschleicht ihn trotz des spannenden Finalspiels ein schlechtes Gewissen.

## Kritiken
„Ein farbenprächtiger Film, der auf spielerische Weise eine durchaus diesseitige Facette des in sich gekehrten Buddhismus zeigt und wie nebenbei von den spirituellen Herausforderungen der jungen Mönche handelt.“